# 馬傑斯方丹

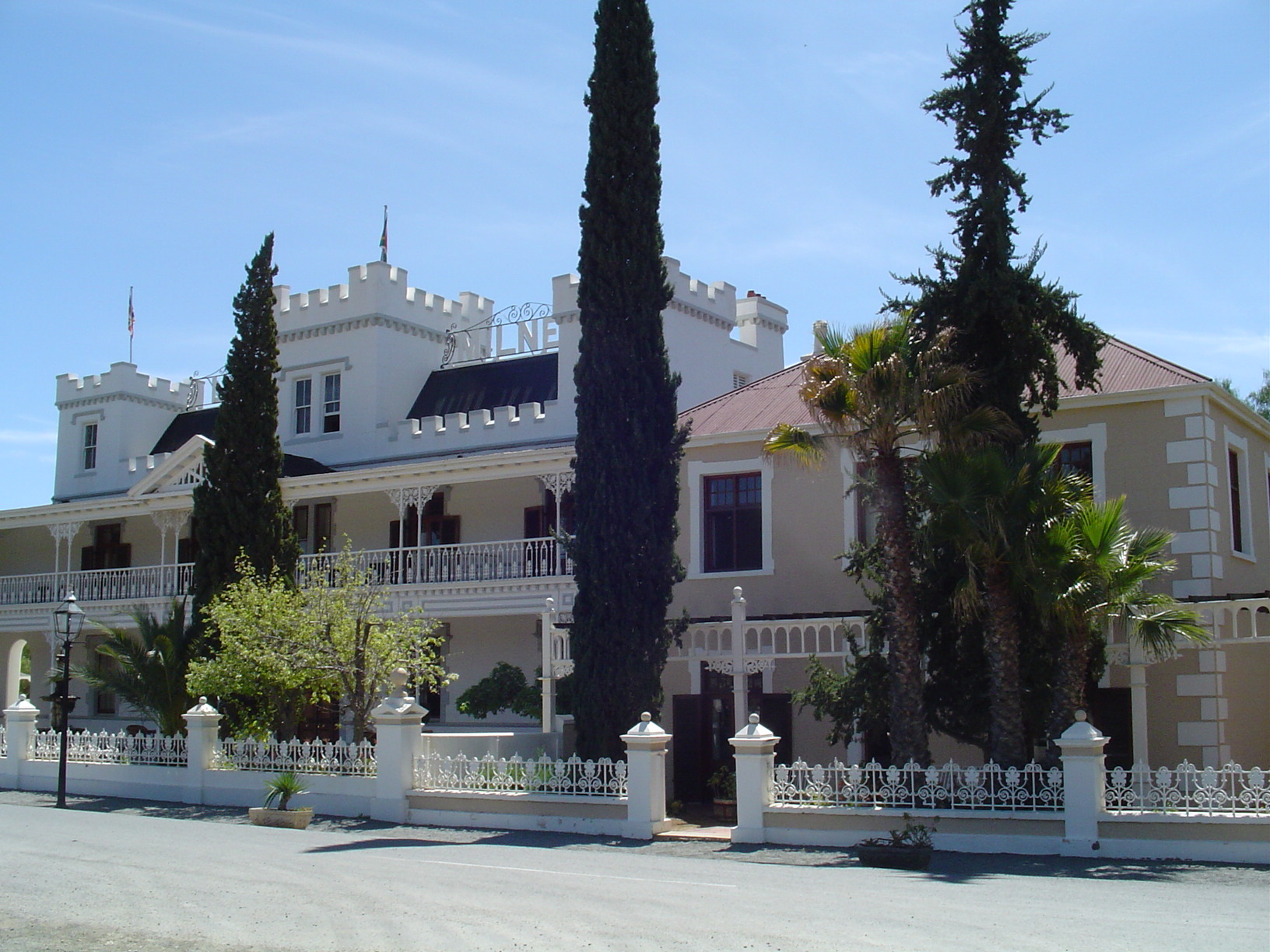

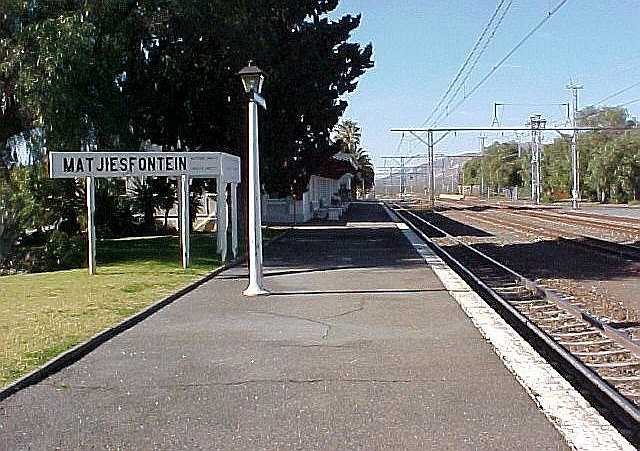

馬傑斯方丹是南非的城鎮，位於該國南部，由西開普省負責管轄，距離蘭斯堡27公里，面積1.15平方公里，2001年人口391，人口密度每平方公里340人。